# ماثياس راسموسن
ماثياس راسموسن (بالنرويجية البوكمول: Mathias Rasmussen)‏ (25 نوفمبر 1997 في النرويج - ) هو لاعب كرة قدم نرويجي في مركز الوسط. لعب مع نادي ستارت وLyngdal IL ‏.

## وصلات خارجية
- ماثياس راسموسن على موقع الاتحاد الأوربي (الإنجليزية)
- ماثياس راسموسن على موقع اتحاد النرويج (النرويجية)
- ماثياس راسموسن على موقع قاعدة بيانات كرة القدم.إي يو (الإنجليزية)
- ماثياس راسموسن على موقع Soccerway.com (الإنجليزية)